# Собор Всех Святых

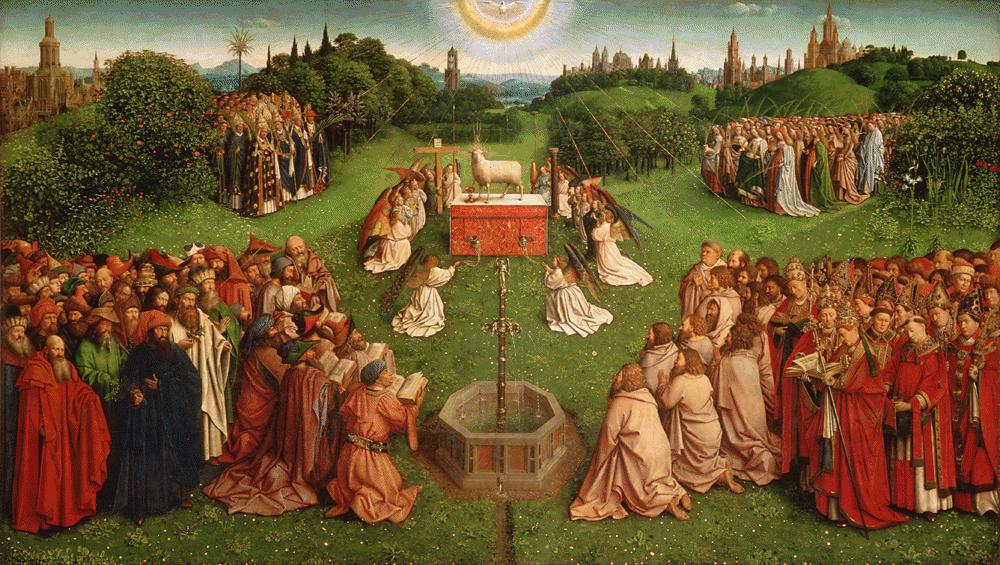
«Поклонение Агнцу» (Гентский алтарь, братья ван Эйк), 2-я пол. XV века

Собор Всех Святых — описанное в «Откровении Иоанна Богослова» поклонение всех святых (как канонизированных, так и оставшихся неизвестными для земной Церкви) Агнцу Божьему, за которым последовало снятие 7-й печати.
Неделя всех святых (православие), День Всех Святых (католицизм) (греч. Κυριακὴ τῶν Ἁγίων Πάντων, лат. Sollemnitas Omnium Sanctorum, нем. Allerheiligen, англ. All Saints, фр. Toussaint, пол. Wszystkich świętych) — христианский праздник, день памяти всех святых. В православных церквях празднование приходится на первое воскресенье после Дня Святой Троицы, в католицизме празднуется 1 ноября.

## Термин и концепция

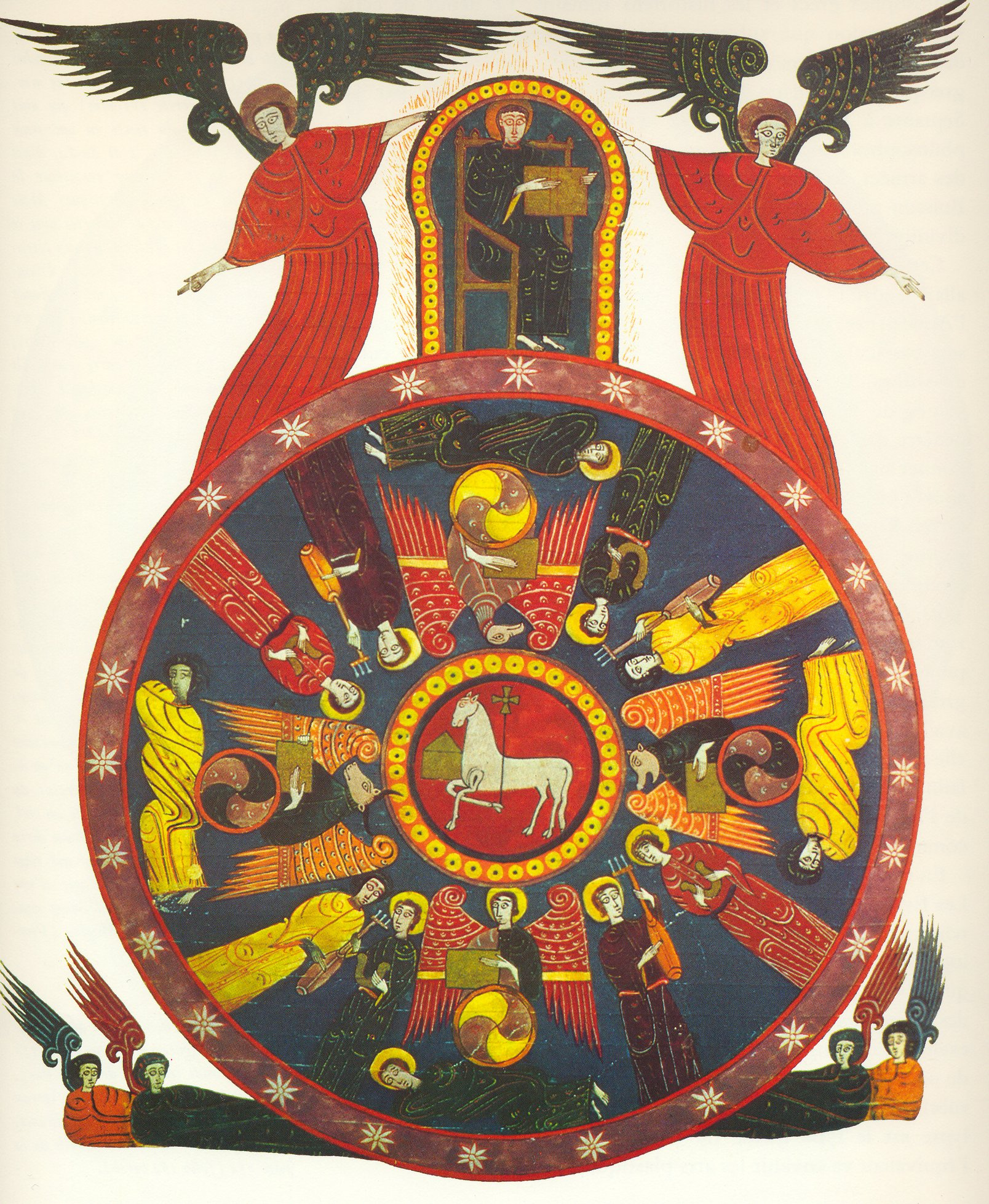
Миниатюра из «Апокалипсиса», Беатус Факундус, 1047

Термин «Все святые» близок термину «Церковь Торжествующая» и охватывает как канонизированных святых, так и тех, кто остался при жизни неизвестен, и поэтому не почитаем.
Новозаветным источником образа является «Откровение Иоанна Богослова»:

И я видел, и слышал голос многих Ангелов вокруг престола и животных и старцев, и число их было тьмы тем и тысячи тысяч, которые говорили громким голосом: достоин Агнец закланный принять силу и богатство, и премудрость и крепость, и честь и славу и благословение.
— Отк. 5:11—13

После сего взглянул я, и вот, великое множество людей, которого никто не мог перечесть, из всех племен и колен, и народов и языков, стояло пред престолом и пред Агнцем в белых одеждах и с пальмовыми ветвями в руках своих. И восклицали громким голосом, говоря: спасение Богу нашему, сидящему на престоле, и Агнцу! И все Ангелы стояли вокруг престола и старцев и четырёх животных, и пали перед престолом на лица свои, и поклонились Богу, говоря: аминь! благословение и слава, и премудрость и благодарение, и честь и сила и крепость Богу нашему во веки веков! Аминь. И, начав речь, один из старцев спросил меня: сии облеченные в белые одежды кто, и откуда пришли? Я сказал ему: ты знаешь, господин. И он сказал мне: это те, которые пришли от великой скорби; они омыли одежды свои и убелили одежды свои Кровию Агнца.
— Отк. 7:9—14

## В православии
В Православных церквях День Всех Святых празднуется в первое воскресенье (отсюда название «Неделя Всех святых») после Дня Святой Троицы (Пятидесятницы), то есть в 8-е воскресенье после Пасхи.

### История празднования

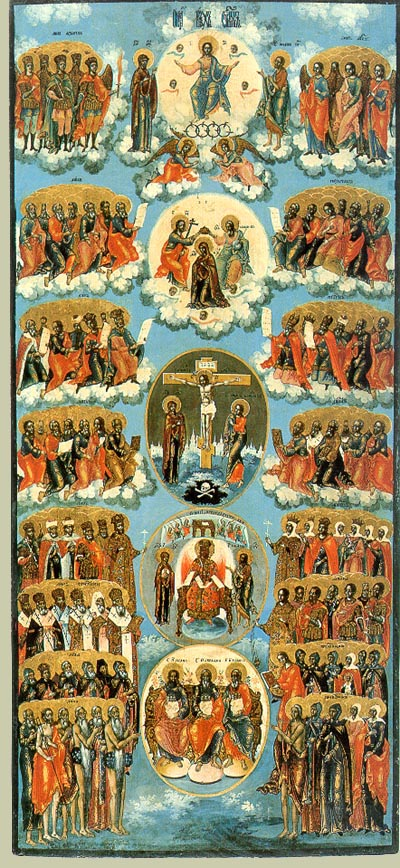
Поздняя «Икона всех святых» (XVIII век) с усложнённой под влиянием католичества иконографией: по центральной оси добавлены «Коронование Богоматери», а также «Распятие», «София» и «Лоно Авраамово»

Праздник известен с конца IV — начала V веков. Существует проповедь Иоанна Златоуста на память «всех святых, по всему миру пострадавших», в которой уже указывается день празднования, аналогичный существующему в настоящее время. Среди песнопений Ефрема Сирина есть упоминание о праздновании в честь всех святых 13 мая.
Сирийский Лекционарий указывает пятницу после Пасхи как день празднования всех святых. Иерусалимская соборная практика V—VII веков, реконструированная по грузинскому переводу Лекционария, содержала праздники в честь всех мучеников (22 января) и в честь «всех апостолов и всех святых, принявших их учение» (16 апреля).
Студийский, а затем и Иерусалимский Типиконы окончательно помещают праздник в честь всех святых на первую неделю (воскресение) после Пятидесятницы. Такая последовательность праздников обнаруживает их логическую связь: святые просияли хоть и в разное время и различными подвигами, но по благодати единого Святого Духа, излившегося на Церковь в день Пятидесятницы.

### Обряд и гимнография
В годовом богослужебном круге православной церкви День Всех Святых является пограничным:
- Заканчивается период использования за богослужением песнопений Цветной Триоди и начинается период пения Октоиха
- На утрене Дня всех святых начинается чтение «столпа» — последовательности 11 воскресных Евангелий, рассказывающих о Воскресении Христовом.
- В понедельник после праздника всех святых начинается чтение на литургии Послания к Римлянам и Евангелия от Матфея (в пасхальный период читались Деяния святых апостолов и Евангелие от Иоанна)
- В этот же понедельник начинается Петров пост, сменяющий сплошную (то есть без постных среды и пятницы) седмицу по Пятидесятнице.

На вечерне праздника читаются три паремии, содержащие ветхозаветные указания на славу святых:
- Ис. 43:9-14 — святые названы свидетелями и благовестниками Божественного спасения («Мои свидетели, говорит Господь, вы и раб Мой, которого Я избрал»)
- Прем. 3:1-9 — святые, хоть и уничиженные на земле, прославлены Богом («А души праведных в руке Божией, и мучение не коснется их. В глазах неразумных они казались умершими, и исход их считался погибелью, и отшествие от нас — уничтожением; но они пребывают в мире»)
- Прем. 5:15 - 6:3 — святые восторжествуют в день пришествия Господня («Праведники живут во веки; награда их — в Господе, и попечение о них — у Вышнего. Посему они получат царство славы и венец красоты от руки Господа, ибо Он покроет их десницею и защитит их мышцею»)

Читающийся на литургии отрывок из Послания к Евреям (Евр. 11:33 — 12:2) прославляет ветхозаветных праведников и называет их «облаком свидетелей», а составное евангельское чтение (Мф. 10:32, 33, Мф. 10:37, 38, Мф. 19:27—30) указывает на необходимые признаки святости («Кто исповедает Меня пред людьми, того исповедаю и Я пред Отцем Моим Небесным…Кто не берет креста своего и следует за Мною, тот не достоин Меня…Всякий, кто оставит домы, или братьев, или сестер, или отца, или мать, или жену, или детей, или земли, ради имени Моего, получит во сто крат и наследует жизнь вечную»).
Гимнография праздника изобилует поэтическими оборотами: святые называются «непрелестными светилами» (канон утрени, песнь 3), «божественным облаком» (там же, песнь 6), «начатками естества» (кондак), «терпеливодушными» (стихира на литии); их кровью Церковь украшается «багряницею и виссом» (тропарь); они «уясняют церковное небо» (канон утрени, песнь 8), «добродетелей светлостью» делают землю небом (стихира на хвалитех).

## В католицизме

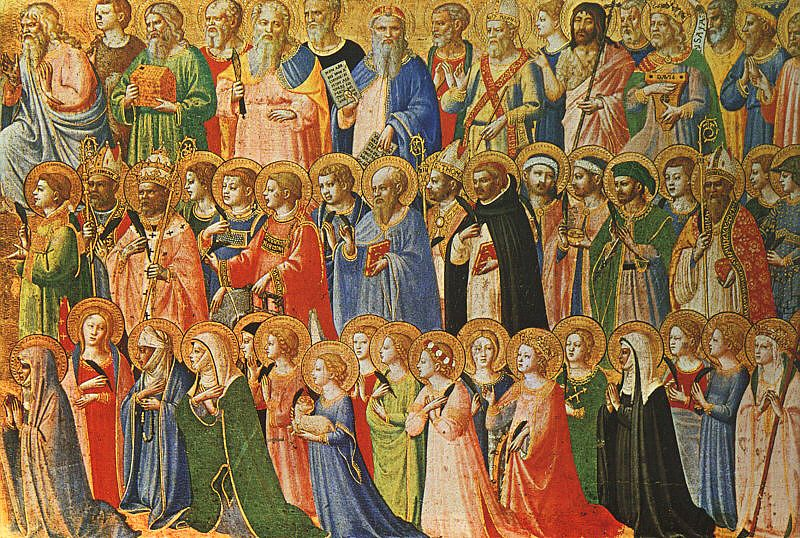
Все святые. Фра Беато Анджелико

В Католической и некоторых лютеранских церквях День Всех святых является неподвижным праздником и отмечается 1 ноября. На следующий день 2 ноября празднуется День всех усопших верных.
День Всех Святых имеет высший ранг в латинском календаре — торжества, высшая степень в иерархии католических праздников. Он также является одним из так называемых «обязательных дней», когда посещение мессы для верных обязательно. Одеяния священнослужителей — белые.
Коллекта праздника всех святых:
Всемогущий, вечный Боже. Ты даровал нам возможность в едином праздновании почтить заслуги всех святых Твоих. Просим Тебя, по изобилию милости Твоей и заступничеству множества святых яви нам щедрость твоего милосердия. Через Господа нашего Иисуса Христа, Твоего Сына, Который с Тобою живёт и царствует в единстве Святого Духа, Бог во веки веков.

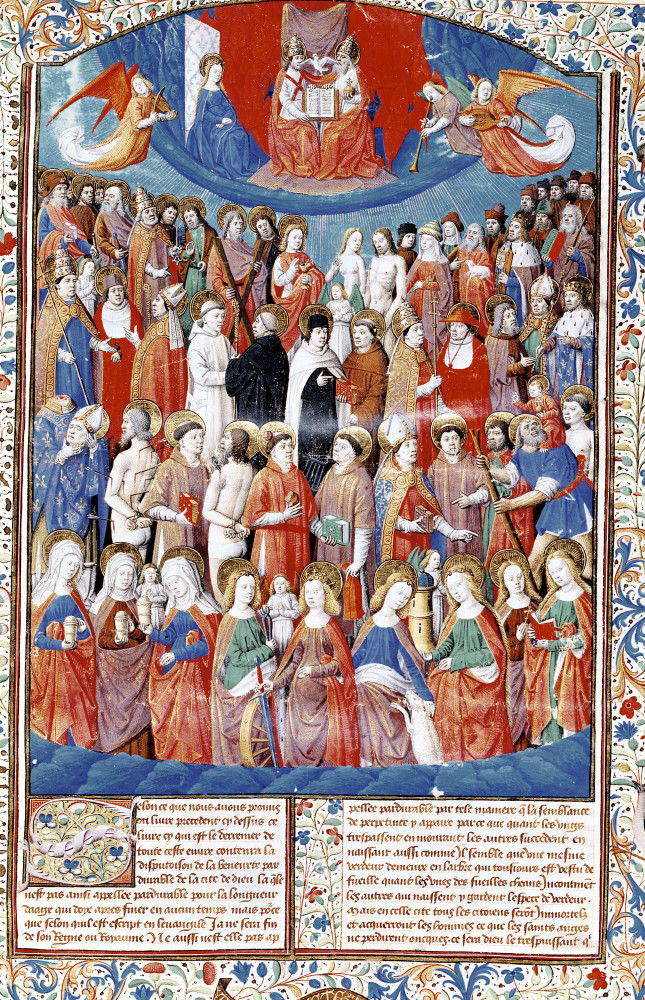
Иллюстрация к «De Civitate Dei» Августина, XV век

День всех усопших верных, следующий за днём всех святых, в католицизме традиционно является днём поминовения усопших. В этот день католики по всему миру поминают покойных членов семьи и родственников, посещают их могилы на кладбищах. Литургические тексты 2 ноября посвящены молитвам за усопших и выражают веру в грядущее воскресение мёртвых.

### История
В 609 или 610 году 13 мая папа Бонифаций IV освятил в честь Богородицы и всех мучеников бывший языческий храм Пантеон. 13 мая стал отмечаться как праздник всех святых.
В середине VIII века папа Григорий III освятил 1 ноября в честь всех святых одну из капелл собора святого Петра и в честь этого события передвинул дату празднования дня всех святых на 1 ноября. Столетием позже Папа Григорий IV сделал 1 ноября общим для всей Католической церкви праздником в честь Всех святых, а Карл Великий повелел отмечать этот праздник во всей империи франков.
Позднее этот праздник был «унаследован» многими протестантскими деноминациями. В XV веке папа Сикст IV добавил к празднику октаву (восьмидневное постпразднование), в середине XX века она была отменена.
В Великобритании и Ирландии день Всех святых наложился на кельтский аграрный праздник Самайн, обозначавший опасное рубежное время между осенью и зимой. В канун дня Всех святых в англосаксонских странах празднуется Хэллоуин (от англ. All Hallows' Eve «навечерие (канун) Всех святых»), однако традиции, связанные с ним, носят светский характер и осуждаются многими христианами, включая католиков.

## В изобразительном искусстве
Сюжет выкристаллизовался из сцены Страшного суда и представляет торжество всех праведников в Раю. Картина на сюжет «Всех святых» — один из способов изображения Неба. Самый ранний дошедший пример изображения этого сюжета — сакраментарий X века (Геттингенская университетская библиотека), где изображены ряды святых и ангелов, поклоняющихся Агнцу (расположен по центру). Святые изображаются вокруг коленопреклоненными, часто они протягивают в сторону Агнца свои венцы.

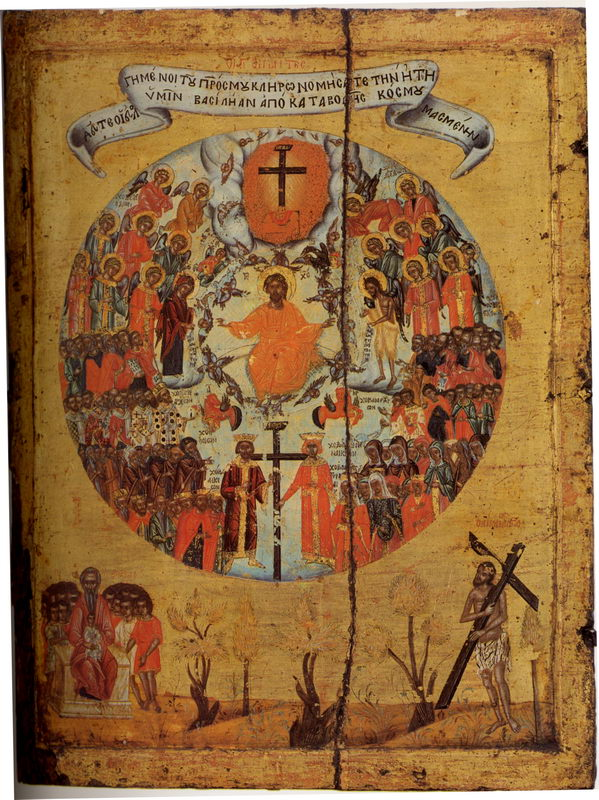
«Собор всех святых», Греция, ок. 1700. Монастырь Пантократор на Афоне

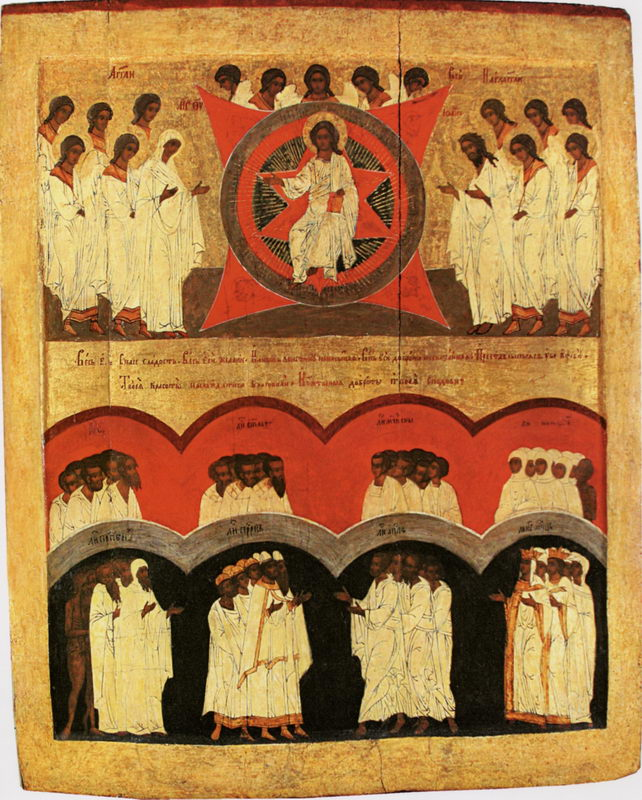
«Собор всех святых» — вариант с арочными проёмами. Русская икона XVI века. Ростовский музей-заповедник

На Западе к XIV веку эта трактовка сюжета была вытеснена другим иконографическим типом: место Агнца заняла Троица или Бог Отец. Вокруг находятся музицирующие ангелы и Богородица (на престоле рядом с Богом). Этот сюжет имел в качестве программы «Золотую легенду». Таковы иллюстрации ко «Граду Божьему» Августина и другие книжные иллюстрации.
В иконописи наиболее распространённый вариант иконографии таков: большая часть иконы — двойная сфера, по центру которой находится Иисус Христос. По его сторонам Мария и Иоанн Креститель (ср. Деисис). Во второй, внешней сфере — хор святых, представленных по ликам святости. Более редок вариант с изображением святых в арочных проёмах, размещённых несколькими рядами в нижней части композиции. «Вокруг сфер обычно изображаются ангелы, евангелисты или символы евангелистов. На фоне вне сфер часто встречаются фигуры пророков Соломона и Даниила или Исайи и Иезекииля. (…) Образ Рая в нижней части иконы традиционен — на фоне зелёных кущ представлены три праотца — Авраам, Исаак, Иаков (Лоно Авраамово) и благоразумный разбойник. Иконография „Собор всех святых“ получила особое распространение на Афоне».
К этому сюжету близка икона «Шестоднев», которая включает семь праздничных сюжетов, в соответствии с традиционным литургическим посвящением семи дней недели. Последний, седьмой день был днём отдыха, днём, когда Бог «почил… от всех дел своих» (Быт II, 2). «Он понимался как прообраз покоя, блаженного отдохновения, воссоединения праведных с Богом, которое должно было наступить по истечении исторического времени. В соответствии с подобными толкованиями, последняя композиция „Седмицы“ — „Суббота всех святых“ в иконах XVI—XVII представляла собой образ блаженного покоя праведных, ожидающих второго пришествия».